# 淡水港
25°10′29″N 121°25′55″E / 25.1746737525711°N 121.431852157263°E
淡水港又稱淡水（滬尾）海關碼頭，是淡水河的河口港，曾經為臺灣三大商港之一，因為地理位置重要，所以在此設通商貿易港，原本是滬尾水師守備營所築碼頭區，當年位置於現在的紅毛城前方河邊，目前屬財政部關務署基隆關所有、中華民國國軍管轄。淡水港之黃金時代約在1865年至1905年之間。
到了日治時代，淡水港渡過了黃金歲月，因河道日漸淤淺、大型船舶出入不便，轉而大力建設基隆港。初期基隆港以淡水港輔助港建立，隨著台北基隆間鐵路之便，基隆港終而取代了淡水港昔日之地位，淡水港正式走入歷史。

## 歷史
- 1858年（清咸豐8年），天津條約簽訂後，淡水正式開港。
- 1861年（清咸豐11年），7月英國副領事斯文豪（郇和）抵臺勘查，以淡水港更具便利性，與清廷議定以滬尾為通商碼頭[1]。
- 1862年（清咸豐12年），淡水開港後選為海關稅務司辨公所在，同年7月28日由區天民以滬尾守備署開徵關稅[1]，並奏准由滬尾關稅每月撥用一萬兩，予臺灣道丁曰健充當軍餉，平戴潮春民變[2]。
- 1863年（清咸豐13年），因外國船隻課稅糾紛與溝通問題日多，及中國人收賄弊端，由前福州海關稅務司斯美里登提議，改由外籍人士擔任稅務司管理，第一任乃英國人何威爾（John W. Howell）[1]。
- 1872年（清同治11年），3月9日馬偕博士登陸於淡水。
- 1927年（日昭和2年），由臺灣日日新報舉辦票選，選定為臺灣八景之一。
- 1941年（日昭和16年），當時淡水港已是有名無實的國際港。
- 1945年10月8日，國民革命軍「臺灣前進指揮所」憲兵第4團，搭戎克船自淡水海關碼頭上岸，乃中國軍隊踏進淡水之開端[1]。
- 2000年（民國89年），6月27日公告為三級古蹟。[3]

## 空間配置
淡水海關碼頭原包含有海關關署、長官官邸與碼頭區三部分，碼頭區包含碼頭本體、洋樓及倉庫，而今僅存二層洋樓一棟與倉庫兩棟，以及碼頭本體，上有繫船柱15根。

## 碼頭構造
淡水海關碼頭本體長約150公尺，岸壁以觀音石為主，採交丁砌法，石長3尺或2尺5寸，斷面每邊1尺5寸，碼頭內填卵石。繫船石亦由觀音石打鑿，長5尺8寸，登船口有楔形砌石，柱側刻有淡字。

## 歷史留影

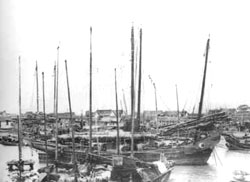
從淡水區英國領事館遠眺港口，確實日期不詳，大約是19世紀末期。
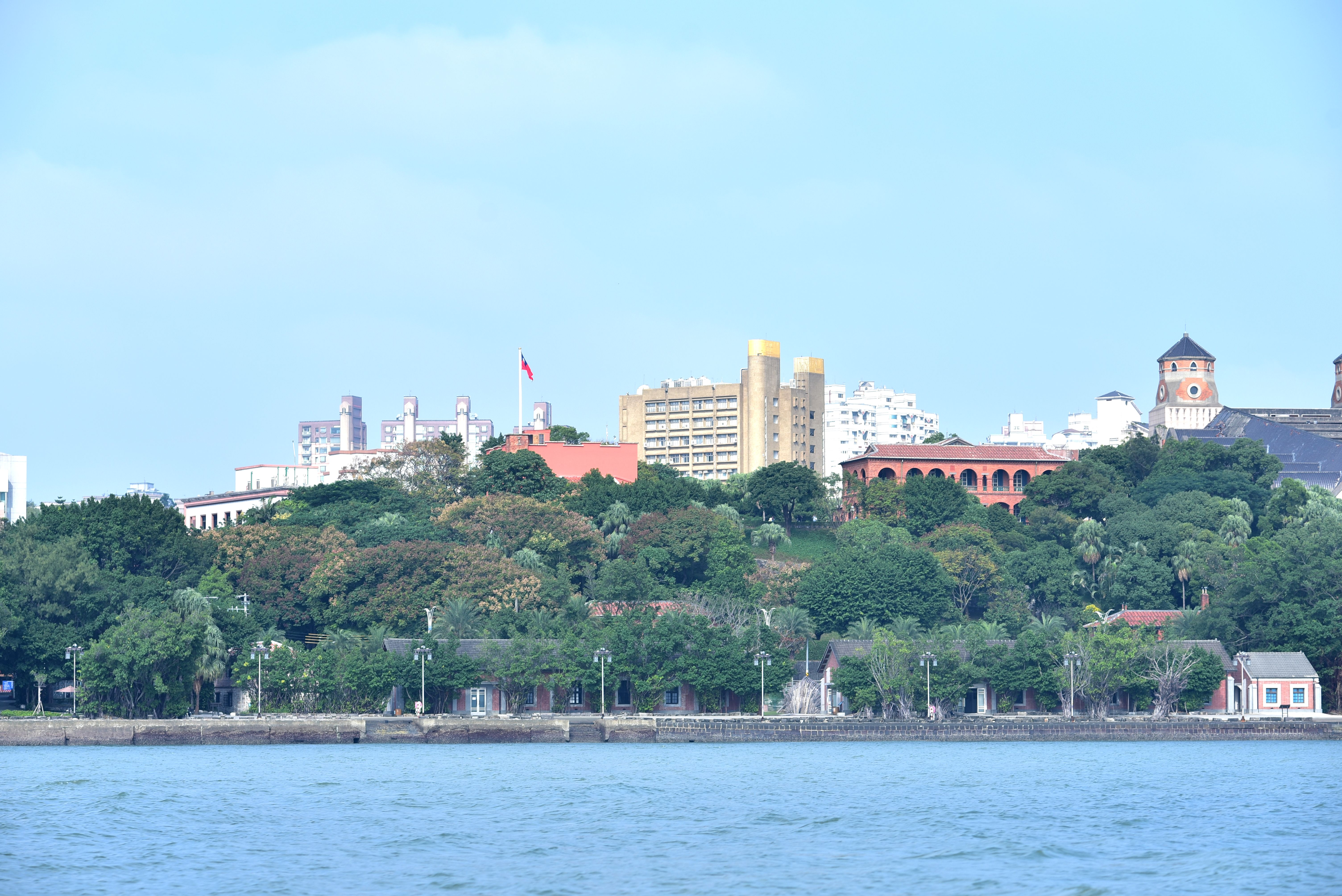
從淡水河渡輪遠眺港口2017
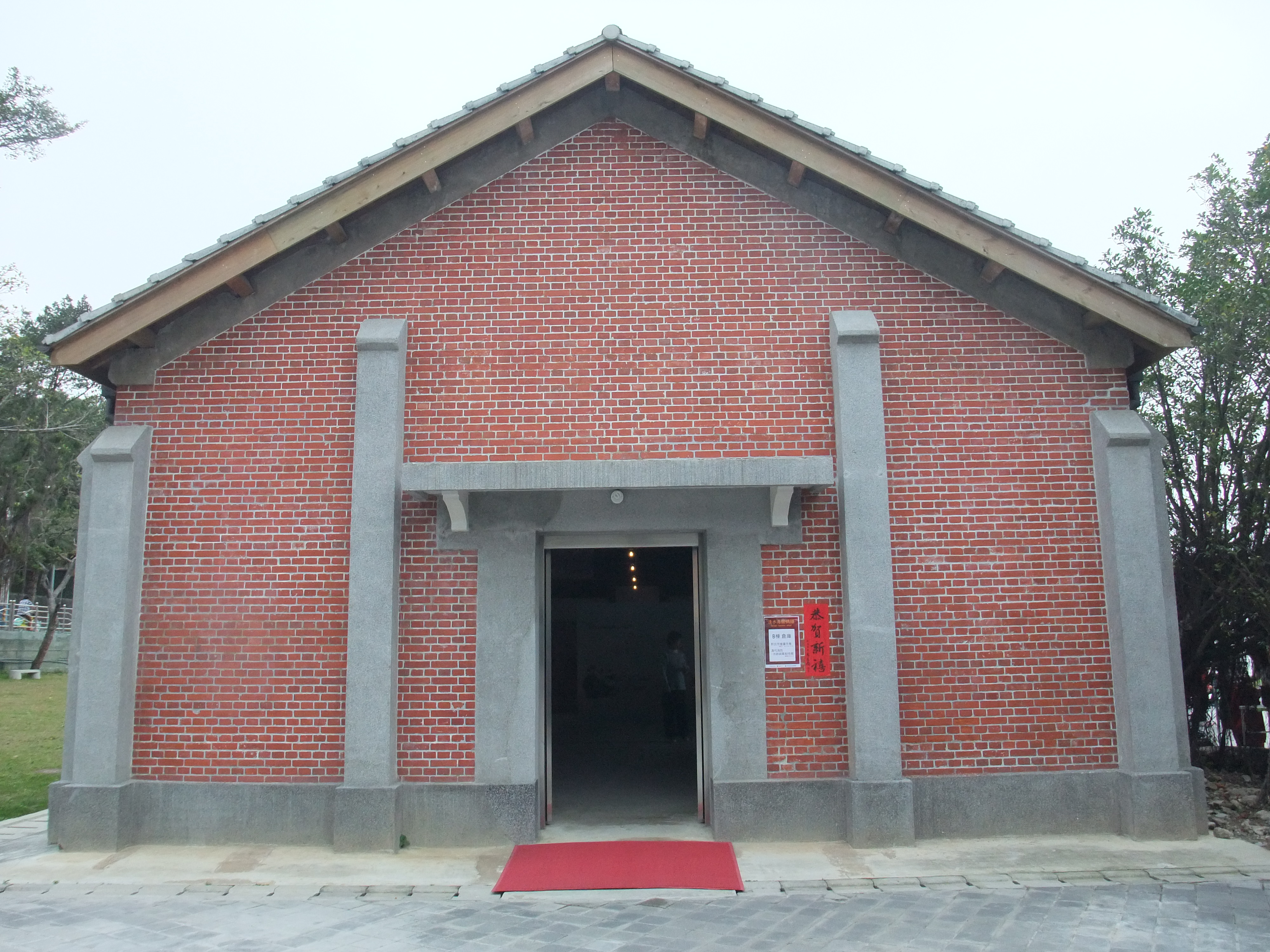
倉庫
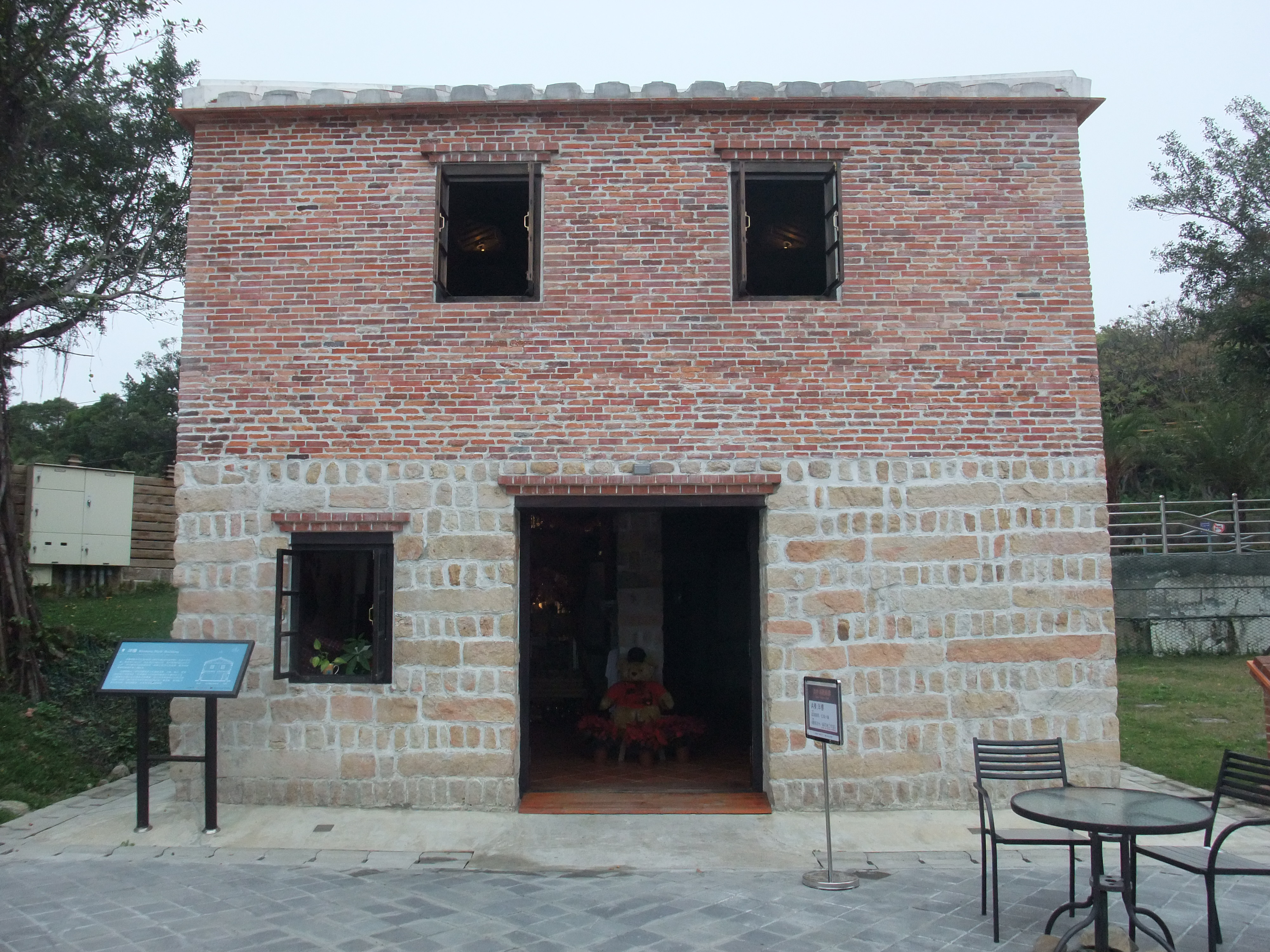
洋樓
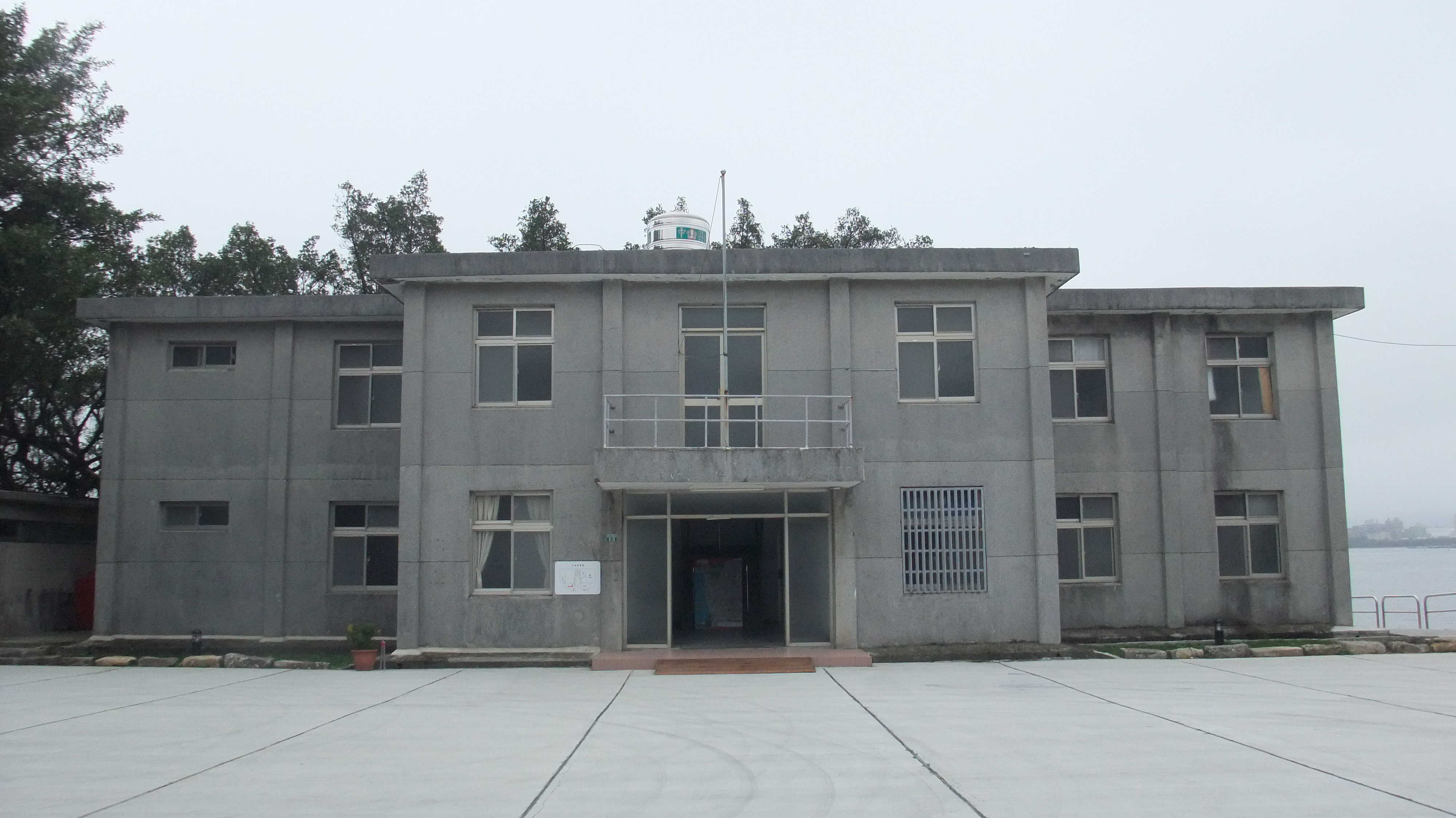
國軍軍營

### 引用
1. 1 2 3 4 5 6  錢麗安. . 遠足地理百科.
2. ↑  黃富三. . 自立晚報. 1987年.
3. ↑  淡水海關碼頭 （页面存档备份，存于）.文化部文化資產局

### 書目
- 《淡水鎮志》，2006
- 《台北縣縣定古蹟淡水海關碼頭調查研究及修復計畫》，（徐福全）2005年8月

## 外部連結
- 淡水海關碼頭  新北市立淡水古蹟博物館 （页面存档备份，存于）
- 淡水海關碼頭園區-新北市觀光旅遊網 （页面存档备份，存于）